# AC/DC
AC/DC [ˈeɪsiː ˈdiːsiː] (englische Abkürzung für „Wechselstrom/Gleichstrom“) ist eine australische Hard-Rock-Band, die 1973 von den in Schottland geborenen Brüdern Angus und Malcolm Young gegründet wurde. Sie zählen zu den Pionieren des Hard Rock, die Band selbst bezeichnet ihre Musik jedoch stets als Rock ’n’ Roll.
Die Besetzung der Band änderte sich bereits vor Erscheinen des ersten Albums High Voltage im Jahr 1975, als der Sänger Dave Evans im Herbst 1974 durch Bon Scott ersetzt wurde. 1979 nahm die Band ihr sehr erfolgreiches Album Highway to Hell auf. Kurz darauf starb der Lead-Sänger und Co-Songwriter Bon Scott am 19. Februar 1980. Die Gruppe stand danach kurz vor der Auflösung, bis der ehemalige Geordie-Sänger Brian Johnson als Scotts Ersatz engagiert wurde. Nur wenig später veröffentlichte die Band das Album Back in Black. Dieses Album ist inzwischen mit über 50 Millionen verkauften Tonträgern das bisher zweitmeistverkaufte Album sowie das erfolgreichste Hardrockalbum bislang.
AC/DC ist auf der VH1-Liste der „100 besten Hard-Rock-Bands“ auf Platz 4 und Siebter auf der Liste der „besten Heavy-Metal-Bands aller Zeiten“ von MTV. Im Jahr 2004 wurde die Band zur Nummer 72 auf der Rolling-Stone-Liste der 100 besten Künstler gewählt. AC/DC verkaufte bisher weltweit mehr als 200 Millionen Alben, davon 69 Millionen Exemplare in den USA.

## Geschichte

### Name und Hintergründe
Auf den Bandnamen kamen die Brüder Angus und Malcolm, nachdem die Schwester der australischen Brüder, Margaret, die Abkürzung auf der Rückseite ihrer Nähmaschine gesehen hatte und meinte, das sei ein guter Bandname. AC und DC sind die englischen Abkürzungen für Wechselstrom beziehungsweise Gleichstrom. Im Musikbereich war bereits in den 1930er Jahren eine Gemeinschaftskomposition von Benny Goodman, Charlie Christian und Lionel Hampton AC/DC Current genannt worden. Zudem sollte der Begriff wohl die kraftvolle, raue Musik der Band und gleichzeitig die Liebe zur Musik der Brüder zeigen. In Australien ist die Band auch als „Acca Dacca“ bekannt.
Auf Margaret Young ging auch der Vorschlag zurück, Angus Young solle seine alte Schuluniform auf der Bühne tragen, da er es sich in seiner Teenager-Zeit angewöhnt hatte, die Uniform nach der Schule für den Rest des Tages anzubehalten. Bis heute trägt Young bei fast allen Auftritten von AC/DC maßgeschneiderte Uniformen in unterschiedlichen Farben. Durch dieses extravagante Outfit wurde er das optische Erkennungszeichen der Band. Auch die Angewohnheit Youngs, gelegentlich im Liegen zu spielen, geht auf einen seiner frühen Auftritte zurück, bei dem er über ein Kabel stolperte. Um die Peinlichkeit zu überbrücken, spielte er im Liegen weiter. Später brachte die Uniform einen zusätzlichen Nutzen: Young war einer der ersten Gitarristen, der einen Funksender verwendete, weil die Verkabelung ihn bei seinen lebhaften Auftritten behinderte. Da die nötige Technik damals noch nicht in den heute üblichen Bodypacks untergebracht werden konnte, wurde der Sender kurzerhand in einen Schulranzen eingebaut, den Young sich während des Auftritts auf den Rücken schnallen konnte.
Malcolm, Angus und George Young sind gebürtige Schotten. Sie zogen im Jahr 1963 mit dem Rest der Familie, ohne den älteren Bruder Alexander Young, nach Sydney. George war der erste, der das Gitarrenspielen erlernte, und spielte in der Band The Easybeats, die in Australien in den 1960ern sehr bekannt war. Der ältere Bruder Alexander spielte Saxophon bei Tony Sheridan. Malcolm folgte seinem älteren Bruder und spielte als Gitarrist bei der Band „The Velvet Underground“ (nicht zu verwechseln mit der New Yorker Band The Velvet Underground). Sie wurden vom australischen und neuseeländischen Label „Albert Productions“ angestellt.

### Die Anfänge (1973–1974)
Im November 1973 begannen Angus und Malcolm die Bandmitglieder zusammenzustellen und verpflichteten den Schlagzeuger Colin Burgess, den Bassisten Larry Van Kriedt sowie den Sänger Dave Evans. Den ersten Auftritt hatte AC/DC in einem Club in Sydney namens „Chequers“ am Silvesterabend 1973.
Zur Zeit der ersten Konzerte war Angus Young noch nicht volljährig, so dass er nach den Konzerten nach Hause gefahren werden musste und auch nicht an den obligatorischen Alkoholexzessen teilnehmen durfte. Im Februar 1974 wurde dann die erste Single Can I Sit Next to You Girl?/Rockin’ in the Parlour mit Dave Evans aufgenommen, die am 22. Juli desselben Jahres in Australien und Neuseeland erschien.

### Die Bon-Scott-Ära (1974–1980)

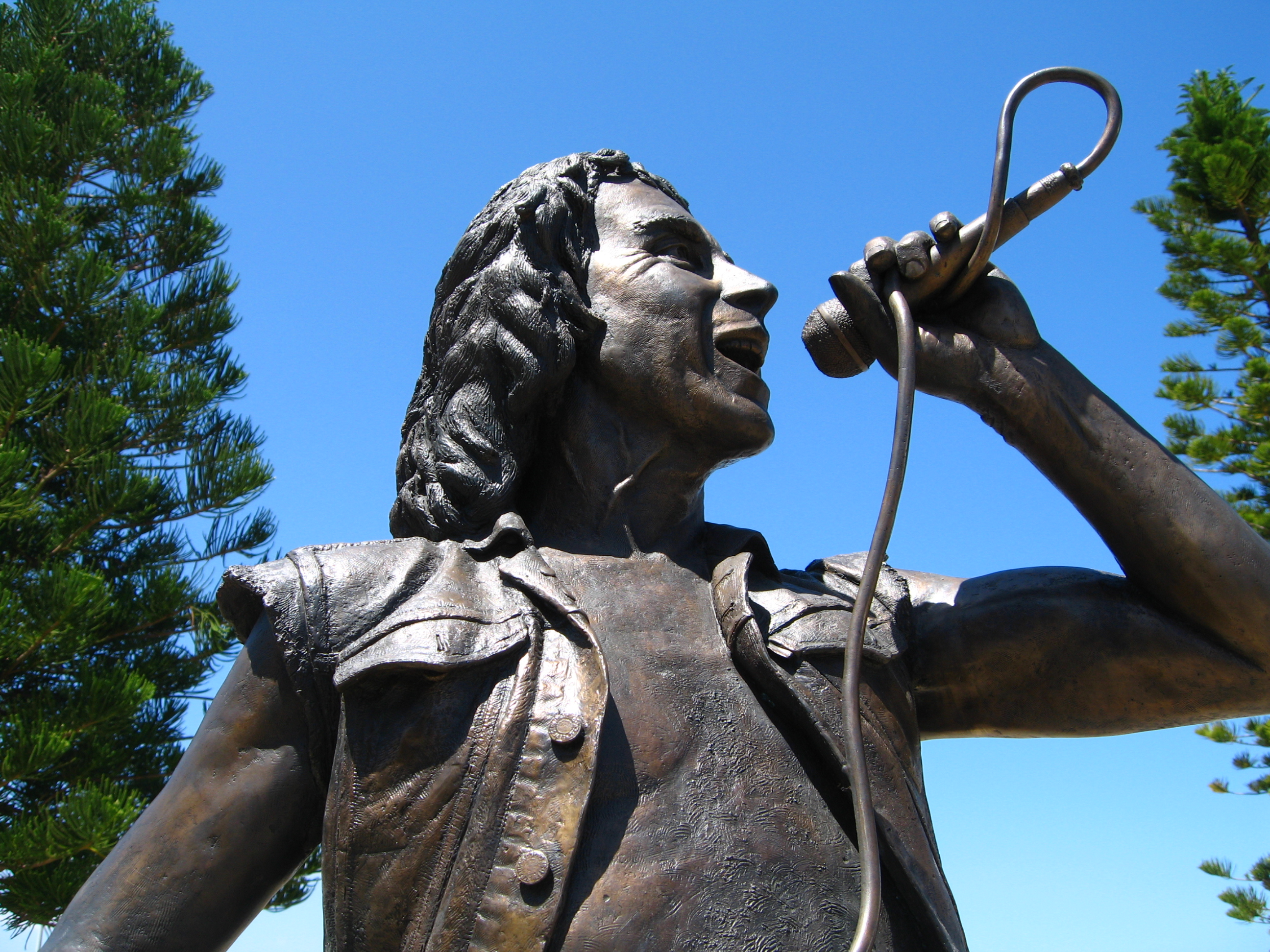
Eine Bronzestatue von Bon Scott in Fremantle

Nachdem Dave Evans wegen Unstimmigkeiten mit dem Rest der Band im Herbst 1974 durch Bon Scott ersetzt worden war, kristallisierte sich der Stil heraus, der bis heute unverwechselbar ist. Der wesentlich ältere Scott sang vorher bei „The Spektors“ (1964–1966), „The Valentines“ (1966–1970) und „Fraternity“ (1970–1973).
1975 kamen Phil Rudd als Schlagzeuger und Mark Evans als Bassist zur Band und ersetzten die jeweiligen Mitglieder. Durch ausgiebige Tourneen in Australien machte sich die Band schnell einen Namen. Bald stellten sich erste Auslandserfolge ein, und die Gruppe veröffentlichte das Album High Voltage (1976), eine Zusammensetzung aus den jeweils nur in Australien erschienenen Alben High Voltage (andere Version) und T.N.T.
Nachdem AC/DC im Frühjahr 1976 einen Vertrag bei Atlantic Records unterzeichnet hatte, begann die Gruppe mit Tourneen durch die USA und Großbritannien. Innerhalb weniger Jahre produzierte AC/DC mehrere erfolgreiche Alben, wie etwa Dirty Deeds Done Dirt Cheap (1976), das erst 1981 in den USA erschien und Let There Be Rock (1977). Bis dahin hatte die Band ihren charakteristischen Sound gefunden, hauptsächlich bestehend aus Malcolm Youngs druckvollen und rau gespielten Powerchords, Angus Youngs vom Blues beeinflusster Leadgitarre und Bon Scotts von seiner hohen Stimme bestimmtem Gesang.
Nach Let There Be Rock verließ Mark Evans wegen Unstimmigkeiten mit Angus Young die Band und wurde durch Cliff Williams ersetzt, der bis 2016 Bass spielte. Mit If You Want Blood You’ve Got It brachte AC/DC mit Bon Scott auch ein Live-Album auf den Markt.
Als in Großbritannien 1977 die Punkwelle ins Rollen kam, stürzte das viele bis dahin erfolgreiche Rockbands in eine Krise. Die Popularität von AC/DC nahm vergleichsweise wenig Schaden, unter anderem auch, weil der Punk sich gegen zwei Entwicklungen in der Rockmusik richtete, die man AC/DC nicht vorwerfen konnte: Zahnlosigkeit und Verstiegenheit. Das erklärte Angriffsziel der Punk-Bewegung waren arrivierte Rockbands wie Genesis, Pink Floyd, Deep Purple und Led Zeppelin. Verglichen mit diesen Gruppen klang AC/DC fast so roh und ungekünstelt wie eine Punk-Band.
Das nächste Album war Highway to Hell. Die ersten Aufnahmen gingen verloren, weshalb der dafür verantwortliche Produzent durch einen anderen ersetzt wurde. Später wurde ein Teil dieser Aufnahmen wiederentdeckt und auf der Bonfire-Box veröffentlicht. Als das Album 1979 erschien, gelangte es bis auf Platz acht der britischen Album-Hitparade und blieb dort 32 Wochen.
Bon Scotts Tod
Kurz nach der Veröffentlichung von Highway to Hell starb Bon Scott. Am Dienstag, dem 19. Februar 1980, wurde im Radio BBC London folgende Nachricht ausgestrahlt: „Heute Mittag wurde im südlichen Teil Dulwichs die Leiche des AC/DC-Sängers Ronald Belford Scott gefunden. Wie das AC/DC-Management mitteilte, starb Bon Scott an Alkoholvergiftung und infolge Erstickens durch Erbrochenes im Auto seines Freundes Alistair Kinnear. Bon Scott wurde 33 Jahre alt. AC/DC halten sich in London auf, um an den Aufnahmen der nächsten LP zu arbeiten.“ Weiter hieß es, alle Gruppenaktivitäten seien bis auf weiteres auf Eis gelegt.
Noch im Februar wurde seine Leiche nach Australien überführt. Am 1. März 1980 wurde er im Kreise seiner Familie und seiner Band-Kollegen beigesetzt.

### Die Brian-Johnson-Ära (seit 1980)

#### Die 1980er-Jahre
Da Scott mitten in den Aufnahmen zu einem neuen Studioalbum gestorben war, hatte man bereits einiges an Material komponiert, so dass nach der Verpflichtung des neuen Sängers Brian Johnson das Album Back in Black bereits nach kurzer Zeit veröffentlicht werden konnte. Back in Black ist das bis heute erfolgreichste AC/DC-Album und mit über 49 Millionen verkauften Exemplaren das meistverkaufte Album einer Band. Allein in den USA ging es über 22 Millionen Mal über den Ladentisch.

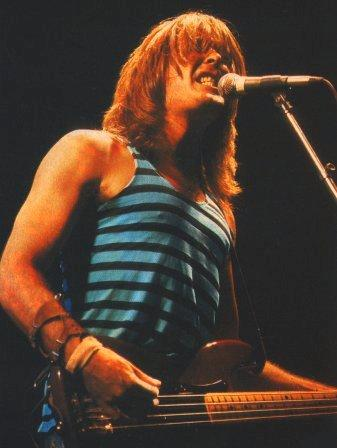
Cliff Williams im Jahr 1981 während eines Konzertes der For-Those-About-to-Rock-Tour

1981 erschien das Album For Those About to Rock. Die Lautstärke, mit der die Lieder aufgenommen wurden, veranlasste den Musikkritiker Tom Graves später zu der Rezension: „Das ist ein weiteres Meisterwerk aus der Brian-Johnson-Ära. Das Titellied wurde zum Markenzeichen der Band und wird bei den Konzerten mit allem pyrotechnischem Schnickschnack gespielt. Es ist ein Muss für alle diejenigen, denen es nichts ausmacht, völlige Taubheit zu riskieren.“
Vor der Produktion des Albums Flick of the Switch schied Phil Rudd wegen psychischer Probleme und Alkoholabhängigkeit aus. Sein Nachfolger wurde Simon Wright, mit dem auch das folgende Album Fly on the Wall produziert wurde.
1986 steuerte AC/DC den Soundtrack zum Stephen-King-Film „Rhea M – Es begann ohne Warnung“ („Maximum Overdrive“) bei: Who Made Who. Obwohl insgesamt nur drei neue Lieder auf der Platte zu finden waren, erreichte sie eine Chartplatzierung und markierte das Ende der kreativen Talsohle, in der sich die Band seit For Those About to Rock befunden hatte.
Das nächste Album, Blow Up Your Video, wurde wieder mit ihren ersten Produzenten, George Young und Harry Vanda, aufgenommen. Die Single Heatseeker schaffte es im Januar 1988 auf Platz 12 der britischen Hitparade. Im selben Jahr wurden AC/DC in die neu gegründete ARIA Hall of Fame aufgenommen.
Während der Tournee zu Blow Up Your Video musste sich Malcolm Young einer viermonatigen Alkohol-Entziehungskur unterziehen; währenddessen vertrat ihn sein Neffe Stevie Young auf den Konzerten. Ebenfalls 1990 verließ Simon Wright die Band und wurde durch den ehemaligen Schlagzeuger der „Manfred Mann’s Earth Band“, Chris Slade, ersetzt.

#### Die 1990er-Jahre

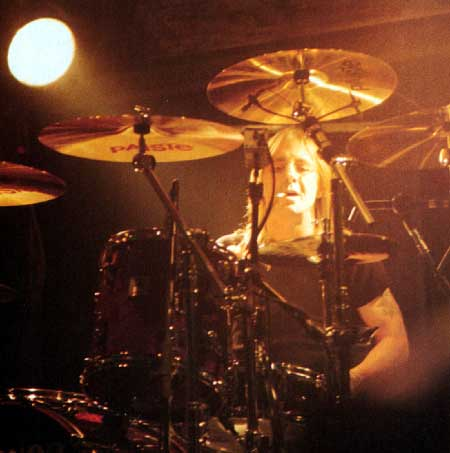
Phil Rudd während eines Konzerts der Ballbreaker-Tour im Jahr 1996

Nach Beendigung der 1988er-Tour nutzten AC/DC das Jahr 1989 zum Schreiben und Proben neuer Songs. Das Comeback schaffte die Gruppe mit der Veröffentlichung von The Razors Edge im Jahr 1990. Da Wunschproduzent George Young terminlich verhindert war, wurde das Album von Bruce Fairbairn, der auch schon mit Bryan Adams und Bon Jovi gearbeitet hatte, im Frühjahr des Jahres in Kanada produziert. Mit diesem Album und der Hit-Single Thunderstruck meldete sich AC/DC auf der Rockbühne zurück und erlangte in kurzer Zeit mehrere Platinauszeichnungen und Top-10-Platzierungen in Europa, Australien und den USA.
Bei den Aufnahmen zu einem neuen Album probten AC/DC wieder mit ihrem ehemaligen Schlagzeuger Phil Rudd. Als er darüber informiert wurde, verließ Chris Slade die Band. 1995 stieg Rudd wieder bei AC/DC ein. In dieser Besetzung hat die Band seither vier Alben aufgenommen, Ballbreaker (1995), Stiff Upper Lip (2000), Black Ice (2008) und Rock or Bust (2014). Während Ballbreaker den Stil der 1970er wiederfand, warf man Stiff Upper Lip eine gewisse Monotonie vor, die sich in den überwiegend bluesigen Liedern äußerte.

#### Stiff Upper Lip und Black Ice (2000–2013)

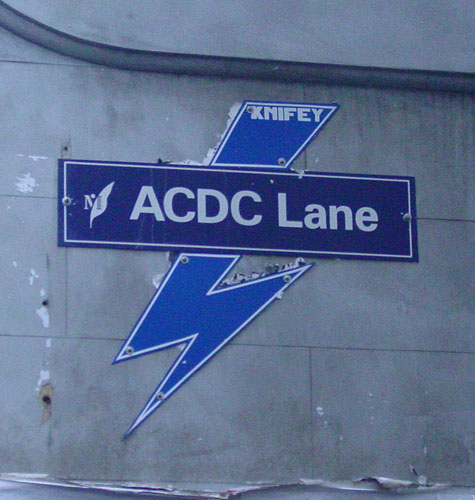
Straßenschild der ACDC Lane in Melbourne, Australien

Ein Höhepunkt in der Bandgeschichte war die Aufnahme in die Rock and Roll Hall of Fame in Cleveland (Ohio) im März 2003. Zu diesem Anlass spielte AC/DC Highway to Hell und You Shook Me All Night Long zusammen mit Steven Tyler von Aerosmith, der auch die Laudatio hielt.
2003 spielte AC/DC als Co-Headliner mit den Rolling Stones auf einigen Konzerten in Europa und den USA.
Die Stadt Melbourne in Australien würdigte die Erfolge der Band am 1. Oktober 2004 mit einem eigenen Straßennamen, der ACDC Lane. Diese liegt in der Nähe der Swanston Street, wo AC/DC auf einem Tieflader das Video für It’s a Long Way to the Top aufnahm. Auf dem Straßenschild wurde auch der charakteristische Blitz verwendet. Ebenso gibt es im spanischen Leganés seit dem 2. März 2000 eine Straße namens Calle de AC/DC.

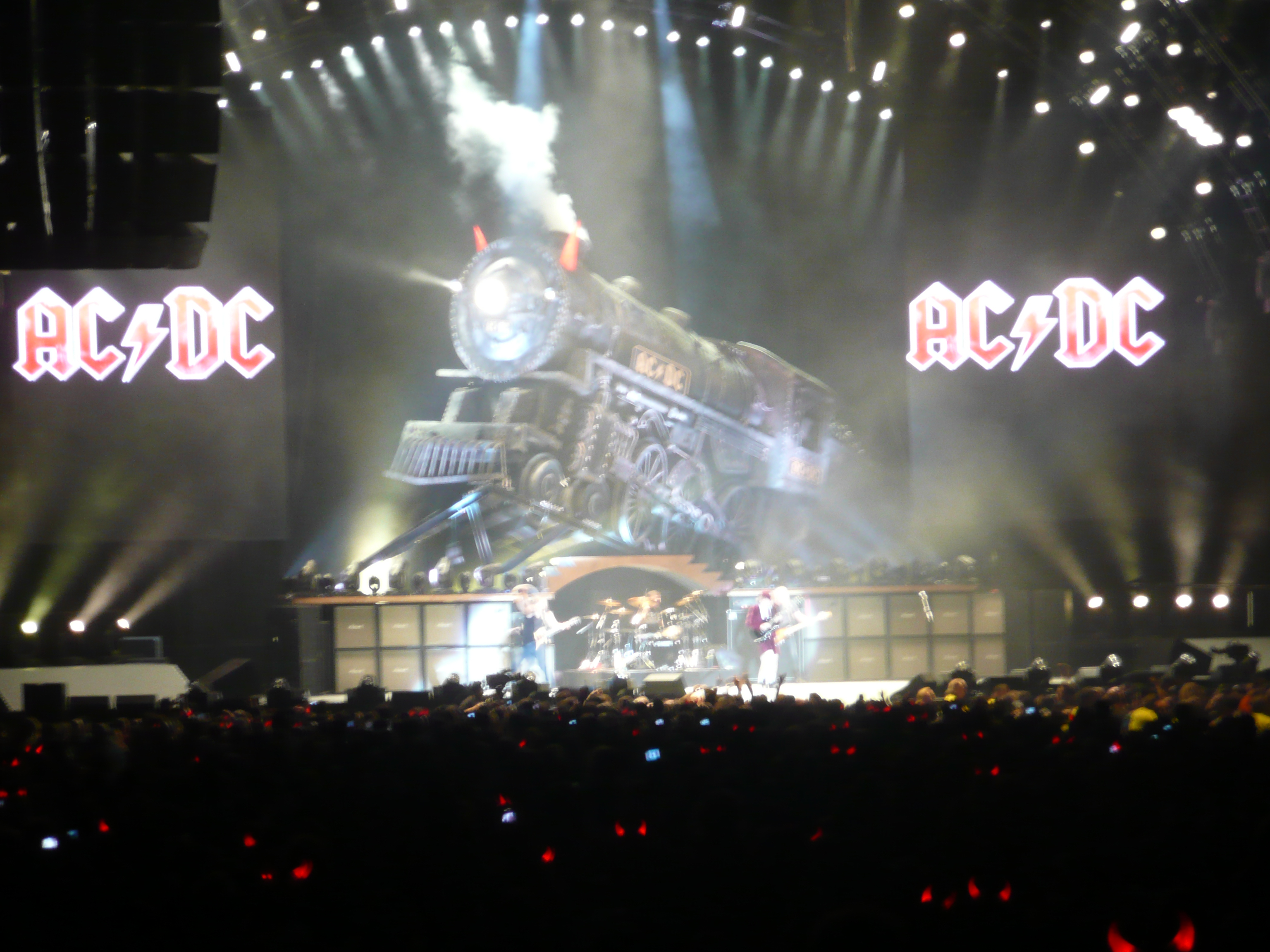
AC/DC bei einem Konzert im Rogers Centre der Black-Ice-Tour

Im Jahr 2008 ging die Band auf eine 18-monatige Welttournee. Die Karten für die Konzerte in Deutschland waren innerhalb von 12 Minuten ausverkauft. Die über 300.000 Eintrittskarten für die fünf Stadion-Konzerte im Mai 2009 waren innerhalb von 77 Minuten ausverkauft.
Das Album Black Ice erschien in Deutschland, Österreich und der Schweiz am 17. Oktober und weltweit am 20. Oktober 2008. Die erste Single-Auskoppelung aus diesem Album – Rock ’n’ Roll Train – wurde bereits am 28. August 2008 veröffentlicht. Black Ice erreichte in 29 Ländern die Spitze der Albumcharts.
Bei Auftritten während der Black-Ice-Tournee entstand die 2011 veröffentlichte Live-DVD Live at River Plate. Im Jahr 2013 feierte die Gruppe ihr 40-jähriges Jubiläum.

#### Rock or Bust und Power Up (seit 2014)
Brian Johnson sagte im Februar 2014, dass die Band im Mai des Jahres ins Studio gehen werde. Zudem wolle die Band 40 Shows spielen als nachträgliches Bandjubiläum. Diese Pläne habe man verschieben müssen, da ein Bandmitglied schwer erkrankt sei. Am 15. April 2014 wurden Gerüchte laut, wonach AC/DC kurz vor der Auflösung stehe, da Malcolm Young einen Schlaganfall erlitten habe und folglich nicht mehr in der Lage sei, Gitarre zu spielen. Einen Tag später dementierte Brian Johnson gegenüber dem Daily Telegraph die Auflösung der Band, und auf der Facebook-Seite der Band wurde ein Statement veröffentlicht, wonach die Band weiterhin Musik machen werde. Im Juli wurde verkündet, dass die Band ein Album fertig aufgenommen habe. Malcolm Young wurde bei den Aufnahmen von Stevie Young, dem 1956 geborenen Neffen der Young-Brüder, vertreten. Dieser spielte bereits 1988 eine Tour mit der Band, als Malcolm Young im Alkohol-Entzug war.
Am 24. September 2014 gab die Band bekannt, dass Malcolm Young aufgrund eines Schlaganfalls an Demenz leide und die Band daher endgültig verlassen müsse. Stevie Young nahm von nun an den Platz von Malcolm in der Band ein. Zudem wurde das Veröffentlichungsdatum des neuen Albums Rock or Bust („Rock oder gehe kaputt“) verkündet, an dem Malcolm Young noch als Songwriter beteiligt gewesen war. Im November 2014 gaben Angus Young und Brian Johnson zudem bekannt, dass auch mit einer Rückkehr von Phil Rudd, der kurz nach dem Ende der Aufnahmen von Rock or Bust in Konflikt mit der neuseeländischen Justiz geraten war, zu AC/DC nicht zu rechnen sei. Am 28. November 2014 wurde das Album Rock or Bust veröffentlicht. Im Februar 2015 kehrte Chris Slade zu AC/DC zurück und ersetzte damit Phil Rudd als fester Schlagzeuger der Band. Im Sommer 2015 begann die Rock or Bust–Tournee, die 2015 in europäischen, nordamerikanischen und australischen Stadien Station machte. Im Februar begab sich die Band auf eine Hallentournee durch die USA, die jedoch im März abgebrochen werden musste, da dem Sänger Brian Johnson sonst permanente Taubheit gedroht hätte. Nach langen Spekulationen über die Nachfolge von Johnson wurde schließlich bekanntgegeben, dass Axl Rose für die restlichen Konzerte der USA-Tour und für die Sommertour in Europa als Sänger einspringen werde.
Anfang Juli 2016 gab Cliff Williams bekannt, dass er AC/DC nach der aktuellen Tournee verlassen werde. Damit war Angus Young das letzte verbleibende Originalmitglied. Trotz einiger Schlagzeilen gab es nach dem Ende der Rock or Bust-Tour im September 2016 noch keine offizielle Bekanntgabe dazu, ob geplant sei, AC/DC mit Brian Johnson, mit Axl Rose oder mit anderen Musikern fortzuführen.
Am 22. Oktober 2017 verstarb George Young. Neben seiner eigenen musikalischen Karriere hatte er in der Frühphase der Band hinter den Kulissen mitgewirkt.
Einige Wochen später, am 18. November 2017, starb in Australien auch der Mitgründer und langjährige Gitarrist Malcolm Young infolge seines Demenzleidens im Alter von 64 Jahren. 2020 gaben AC/DC auf ihrer Webseite die Rückkehr von Brian Johnson, Phil Rudd und Cliff Williams zur Band bekannt.
Am 13. November 2020 wurde mit Power Up ein neues Album veröffentlicht, an dem auch Brian Johnson, Cliff Williams und Phil Rudd mitwirkten.
Am 12. Februar 2024 veröffentlichte die Band nach wochenlangen Spekulationen die Ankündigung einer Europa-Tour zu ihrem Album Power Up. Von den 21  Auftritten fanden neun in Deutschland statt. Als Line-up wurde neben Brian Johnson, Angus und Stevie Young auch Matt Laug angekündigt, der bereits 2023 beim Auftritt der Band auf dem Power Trip Festival hinter dem Schlagzeug saß. Am Bass ersetzte zudem Chris Chaney von Jane’s Addiction Cliff Williams, der sich in den Ruhestand verabschiedet hat.

## Erfolge
AC/DC hat mehr als 200 Millionen Tonträger verkauft. Das Live-Album von 1978 If You Want Blood You’ve Got It war 1978/79 58 Wochen ununterbrochen in der britischen Album-Hitparade. Back in Black wurde allein in den USA 21 Millionen Mal verkauft. Insgesamt wurde Back in Black 50 Millionen Mal verkauft und ist damit das zweiterfolgreichste Album überhaupt.
Während ihrer Blütezeit in den späten 1970er- bis in die 1980er-Jahre wurde Hard-Rock im Allgemeinen wenig beachtet, und wenn AC/DC für einen Grammy nominiert wurde, so wurden stets andere Bands mit dem Preis bedacht.
2010 erhielt AC/DC erstmals einen Grammy in der Kategorie „Beste Hard-Rock-Darbietung“ (Best Hard Rock Performance) für den Titel War Machine vom Album Black Ice, das (in der Kategorie „Bestes Rock-Album“) ebenfalls nominiert war. Das Album konnte sich allerdings nicht gegen 21st Century Breakdown von Green Day durchsetzen. Bei der Grammy-Verleihung bekannte sich auch der Green-Day-Sänger und Gitarrist Billie Joe Armstrong als stark von AC/DC beeinflusst:

“I love AC/DC […] If it wasn’t for [AC/DC guitarist] Angus [Young], I wouldn’t be playing guitar.”

„Ich liebe AC/DC […] Wenn Angus [Young] nicht gewesen wäre, würde ich nicht Gitarre spielen.“

Der Rolling Stone listete AC/DC auf Rang 72 der 100 größten Musiker aller Zeiten.

## Diskografie
Studioalben

| Jahr | Titel Musiklabel                                                              | Höchstplatzierung, Gesamtwochen, AuszeichnungChartplatzierungen (Jahr, Titel, Musiklabel, Platzierungen, Wochen, Auszeichnungen, Anmerkungen) | Höchstplatzierung, Gesamtwochen, AuszeichnungChartplatzierungen (Jahr, Titel, Musiklabel, Platzierungen, Wochen, Auszeichnungen, Anmerkungen) | Höchstplatzierung, Gesamtwochen, AuszeichnungChartplatzierungen (Jahr, Titel, Musiklabel, Platzierungen, Wochen, Auszeichnungen, Anmerkungen) | Höchstplatzierung, Gesamtwochen, AuszeichnungChartplatzierungen (Jahr, Titel, Musiklabel, Platzierungen, Wochen, Auszeichnungen, Anmerkungen) | Höchstplatzierung, Gesamtwochen, AuszeichnungChartplatzierungen (Jahr, Titel, Musiklabel, Platzierungen, Wochen, Auszeichnungen, Anmerkungen) | Höchstplatzierung, Gesamtwochen, AuszeichnungChartplatzierungen (Jahr, Titel, Musiklabel, Platzierungen, Wochen, Auszeichnungen, Anmerkungen) | Anmerkungen                                                    |
| Jahr | Titel Musiklabel                                                              | DE | AT | CH | UK | US | AU | Anmerkungen                                                    |
| ---- | ----------------------------------------------------------------------------- | --- | --- | --- | --- | --- | --- | -------------------------------------------------------------- |
| 1975 | High Voltage Albert Music                                                     | — | — | — | — | — | AU14 ×5Fünffachplatin · (? Wo.)AU | Erstveröffentlichung: 17. Februar 1975 Verkäufe: + 350.000     |
| 1975 | T.N.T. Albert Music                                                           | — | — | — | — | — | AU2 ×9Neunfachplatin · (? Wo.)AU | Erstveröffentlichung: 1. Dezember 1975 Verkäufe: + 730.000     |
| 1976 | Dirty Deeds Done Dirt Cheap Albert Music                                      | DE19 Platin · (1 Wo.)DE | AT57 a (1 Wo.)AT | CH25 Gold · (1 Wo.)CH | UK— GoldUK | US3 ×7Siebenfachplatin · (55 Wo.)US | AU4 ×6Sechsfachplatin · (? Wo.)AU | Erstveröffentlichung: 20. September 1976 Verkäufe: + 8.370.000 |
| 1977 | Let There Be Rock Albert Music (EMI)                                          | DE40 a Platin · (1 Wo.)DE | AT56 a (1 Wo.)AT | CH17 a (1 Wo.)CH | UK17 Gold · (5 Wo.)UK | US154 ×2Doppelplatin · (11 Wo.)US | AU19 ×5Fünffachplatin · (? Wo.)AU | Erstveröffentlichung: 21. März 1977 Verkäufe: + 3.190.000      |
| 1978 | Powerage Atlantic Records                                                     | DE26 Gold · (1 Wo.)DE | AT48 a (1 Wo.)AT | CH32 Gold · (1 Wo.)CH | UK26 Gold · (9 Wo.)UK | US133 Platin · (17 Wo.)US | AU22 ×3Dreifachplatin · (? Wo.)AU | Erstveröffentlichung: 25. Mai 1978 Verkäufe: + 1.795.000       |
| 1979 | Highway to Hell Atlantic Records (WMG)                                        | DE2 ×3Dreifachgold · (93 Wo.)DE | AT8 Gold · (5 Wo.)AT | CH7 Platin · (6 Wo.)CH | UK8 Platin · (41 Wo.)UK | US17 ×8Achtfachplatin · (83 Wo.)US | AU13 ×5Fünffachplatin · (? Wo.)AU | Erstveröffentlichung: 27. Juli 1979 Verkäufe: + 10.675.000     |
| 1980 | Back in Black Atlantic Records (WMG)                                          | DE1 ×2Doppelplatin · (… Wo.)DE | AT6 Platin · (93 Wo.)AT | CH3 ×2Doppelplatin · (88 Wo.)CH | UK1 ×3Dreifachplatin · (62 Wo.)UK | US4 ×2×7Doppeldiamant + Siebenfachplatin · (630 Wo.)US                                                                                        | AU1 ×12Zwölffachplatin · (? Wo.)AU | Erstveröffentlichung: 25. Juli 1980 Verkäufe: + 50.000.000     |
| 1981 | For Those About to Rock (We Salute You) Atlantic Records                      | DE2 Platin · (23 Wo.)DE | AT7 Gold · (15 Wo.)AT | CH26 Platin · (1 Wo.)CH | UK3 ×2Doppelgold · (29 Wo.)UK | US1 ×4Vierfachplatin · (30 Wo.)US | AU3 ×5Fünffachplatin · (? Wo.)AU | Erstveröffentlichung: 23. November 1981 Verkäufe: + 5.720.000  |
| 1983 | Flick of the Switch Atlantic Records                                          | DE6 Gold · (14 Wo.)DE | AT9 (6 Wo.)AT | CH28 (2 Wo.)CH | UK4 Gold · (9 Wo.)UK | US15 Platin · (23 Wo.)US | AU3 ×3Dreifachplatin · (? Wo.)AU | Erstveröffentlichung: 15. August 1983 Verkäufe: + 1.780.000    |
| 1985 | Fly on the Wall Atlantic Records                                              | DE14 Gold · (11 Wo.)DE | AT24 (6 Wo.)AT | CH19 Gold · (7 Wo.)CH | UK7 Silber · (10 Wo.)UK | US32 Platin · (30 Wo.)US | AU4 ×3Dreifachplatin · (? Wo.)AU | Erstveröffentlichung: 28. Juni 1985 Verkäufe: + 1.615.000      |
| 1988 | Blow Up Your Video Atlantic Records                                           | DE4 Gold · (19 Wo.)DE | AT15 (4 Wo.)AT | CH4 ×3Dreifachgold · (17 Wo.)CH | UK2 Gold · (14 Wo.)UK | US12 Platin · (24 Wo.)US | AU2 ×3Dreifachplatin · (? Wo.)AU | Erstveröffentlichung: 29. Januar 1988 Verkäufe: + 1.717.844    |
| 1990 | The Razors Edge (auch bekannt als: El filo de las navajas) Atco Records (WMG) | DE4 ×2Doppelplatin · (75 Wo.)DE | AT11 Platin · (12 Wo.)AT | CH2 ×2Doppelplatin · (36 Wo.)CH | UK4 Gold · (18 Wo.)UK | US2 ×6Sechsfachplatin · (77 Wo.)US | AU3 ×5Fünffachplatin · (35 Wo.)AU | Erstveröffentlichung: 24. September 1990 Verkäufe: + 9.013.926 |
| 1995 | Ballbreaker East West Records (WMG)                                           | DE4 Gold · (27 Wo.)DE | AT2 Gold · (16 Wo.)AT | CH1 Gold · (16 Wo.)CH | UK6 Gold · (9 Wo.)UK | US4 ×2Doppelplatin · (30 Wo.)US | AU1 ×3Dreifachplatin · (16 Wo.)AU | Erstveröffentlichung: 22. September 1995 Verkäufe: + 2.305.000 |
| 2000 | Stiff Upper Lip Elektra Records (WMG)                                         | DE1 ×3Dreifachgold · (39 Wo.)DE | AT1 Gold · (13 Wo.)AT | CH2 Platin · (39 Wo.)CH | UK12 Gold · (5 Wo.)UK | US7 Platin · (28 Wo.)US | AU3 ×3Dreifachplatin · (17 Wo.)AU | Erstveröffentlichung: 28. Februar 2000 Verkäufe: + 2.437.500   |
| 2008 | Black Ice Columbia Records (Sony BMG)                                         | DE1 ×5Fünffachplatin · (55 Wo.)DE | AT1 ×3Dreifachplatin · (71 Wo.)AT | CH1 ×4Vierfachplatin · (47 Wo.)CH | UK1 Gold · (25 Wo.)UK | US1 ×2Doppelplatin · (35 Wo.)US | AU1 ×5Fünffachplatin · (38 Wo.)AU | Erstveröffentlichung: 17. Oktober 2008 Verkäufe: + 5.416.660   |
| 2014 | Rock or Bust Columbia Records (Sony)                                          | DE1 Diamant · (58 Wo.)DE | AT1 ×2Doppelplatin · (38 Wo.)AT | CH1 ×2Doppelplatin · (50 Wo.)CH | UK3 Platin · (17 Wo.)UK | US3 Gold · (16 Wo.)US | AU1 Platin · (30 Wo.)AU | Erstveröffentlichung: 28. November 2014 Verkäufe: + 2.700.000  |
| 2020 | Power Up Columbia Records (Sony)                                              | DE1 ×2Doppelplatin · (59 Wo.)DE | AT1 Platin · (41 Wo.)AT | CH1 Platin · (50 Wo.)CH | UK1 Gold · (10 Wo.)UK | US1 (9 Wo.)US | AU1 Gold · (16 Wo.)AU | Erstveröffentlichung: 13. November 2020 Verkäufe: + 1.370.000  |

grau schraffiert: keine Chartdaten aus diesem Jahr verfügbar

## Dokumentarfilm
- arte TV: AC/DC – Forever Young 53 min, Frankreich 2022[54]